# Pseudocalotes drogon
Pseudocalotes drogon — вид ігуаноподібних ящірок родини агамових (Agamidae). Ендемік Малайзії. Вид названий на Дрогона, дракона з серії книг «Пісня льоду й полум'я».

## Поширення і екологія
Pseudocalotes drogon відомі з типової місцевості, розташованої в районі станції Фрезерс-Хілл в горах Тітіванґса, на південному заході штату Паханг на Малайському півострові, на висоті 1066 м над рівнем моря. Вони живуть в гірських діптерокарпових лісах.